# لورا غوتمان
لورا غوتمان (بالإسبانية: Laura Gutman)‏ هي كاتِبة أرجنتينية، ولدت في 1958 في بوينس آيرس في الأرجنتين.

## وصلات خارجية
- الموقع الرسمي